# Segregated Account
Ein Segregated Account ist ein Konto, das getrennt von dem Vermögen der Kapitalanlagegesellschaft auf den Namen (und im Eigentum) des Anlegers geführt wird. Dadurch, dass der "segregated Account" im Eigentum des Anlegers verbleibt, ist der Account gegen Missbrauch und Insolvenz der Gesellschaft geschützt. 
Der Advisor kann auf dem "segregated Account" mit einer Vollmacht handeln, jedoch nicht über das Vermögen als solches verfügen. Dies bietet einen Vorteil gegenüber "gepoolten" Investments, bei denen die Anlegergelder in den Besitz eines Anbieter übergehen und von diesem auf einem gemeinsamen Konto verwaltet werden.
Innerhalb von Managed Futures, einer Hedgefundsubkategorie, werden Kundengelder in segregated Accounts geführt. 